# Дрімлюга східний
Дрімлюга східний (Antrostomus salvini) — вид дрімлюгоподібних птахів родини дрімлюгових (Caprimulgidae). Ендемік Мексики. Вид названий на честь англійського натураліста Осберта Селвіна.

## Опис

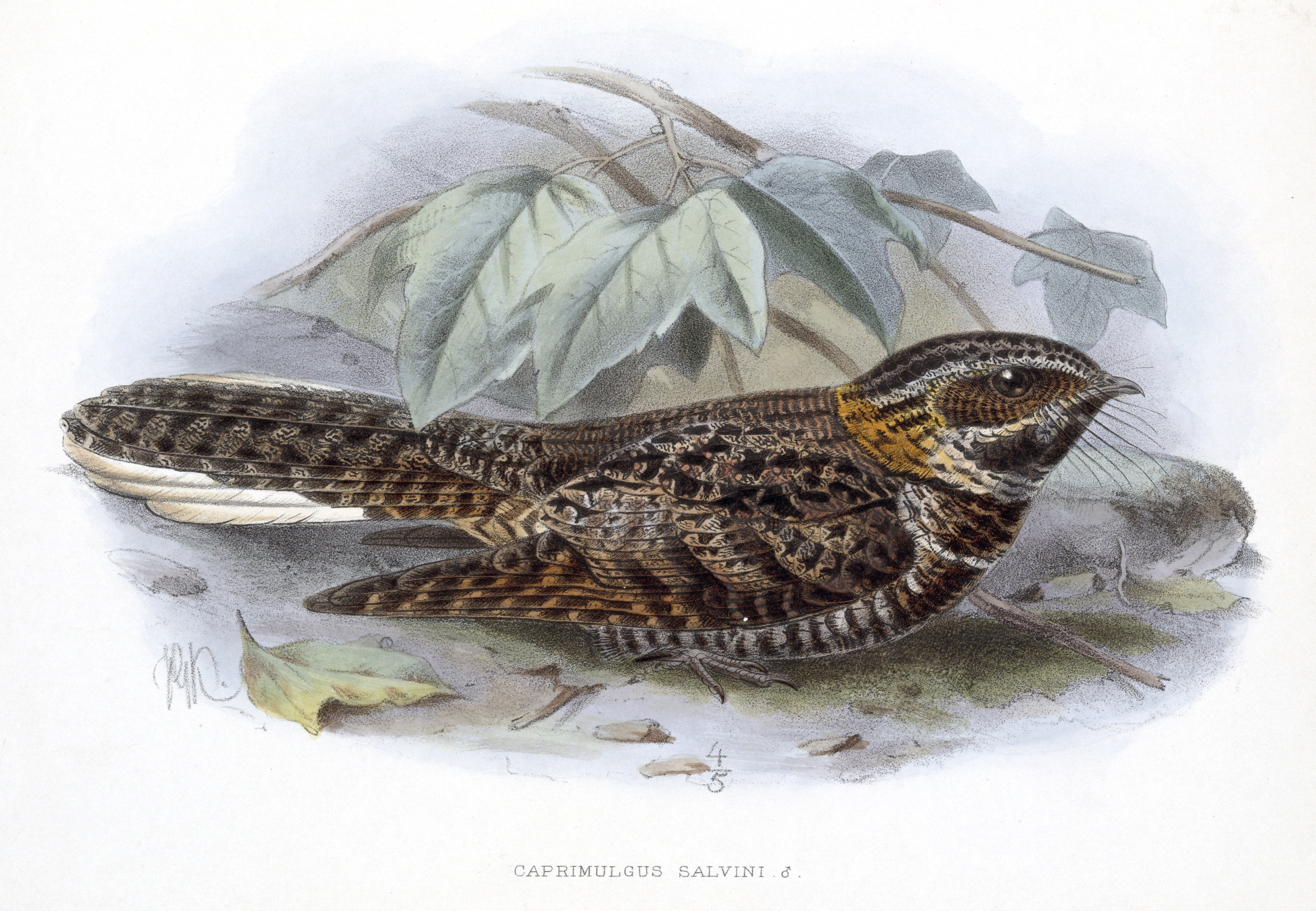
Східний дрімлюга

Довжина птаха становить 23-25,5 см. Верхня частина тічла чорнувато-коричнева, на тімені чорнуваті плями, спина і надхвістя поцятковані світло-коричневими плямками і широкими чорнуватими смугами. На потилиці і з боків шиї широкий рудувато-коричневий "комір". Хвіт темно-коричневий, три крайні пари стернових пер на кінці у самців білі, у самиць охристі. Крила бурі, поцятковані охристими плямками і смужками, у самиць ці плями є більш світлими. Обличчя тьмно-рудувате, поцятковане коричневими смугами. Підборіддя і горло чорнувато-бурі, на горлі вузька біла смуга, у самиць охриста. Груди чорнувато-бурі, поцятковані коричневими плямками, живіт і боки чорнувато-бурі, сильно поцятковані білими плямками.

## Поширення і екологія
Східні дрімлюги мешкають на північному сході Мексики, від Нуево-Леона і Тамауліпаса до Веракруса. Вони живуть в сухих тропічних лісах, рідколіссях і сухих чагарникових заростях, уникають вологих тропічних лісів. Зустрічаються на висоті до 500 м над рівнем моря. Ведуть нічний спосіб життя. Живляться комахами, яких ловлять в польоті, злітають з гілки. Сезон розмноження триває з квітня по серпень. Відкладають яйця просто на землю. В кладці 2 яйця.